# Triplectides enthesis
Triplectides enthesis är en nattsländeart som beskrevs av Arturs Neboiss 1982. Triplectides enthesis ingår i släktet Triplectides och familjen långhornssländor. Inga underarter finns listade i Catalogue of Life.